# Chasseur d'images
Chasseur d'images est un magazine français consacré à la photographie. Créé par Guy-Michel Cogné, il paraît pour la première fois en juin 1976.
Durant ses premières années, Chasseur d'images est bimestriel, il devient mensuel au numéro 21. En septembre 1978, soit deux ans après son lancement, Chasseur d'images fait contrôler sa diffusion par l'OJD. Ce premier contrôle le crédite d'une diffusion payée de 72 000 exemplaires et le place en tête de la presse photo française qui, jusqu'alors, était dominée par Photo et Photo-Magazine.
Au fil des ans, Chasseur d'images continue à progresser et atteint une diffusion payée de 103 000 exemplaires en 1990, faisant de ce titre le magazine photo le plus vendu au monde derrière l'américain Modern Photography[réf. nécessaire].

## Politique rédactionnelle
Chasseur d'images affiche une vocation fortement consumériste et a été l'un des premiers magazines à se doter d'un laboratoire d'essais. Dès 1978, le magazine avait innové en se déplaçant partout en France avec un équipement de test qui lui permettait de contrôler le fonctionnement des appareils de ses lecteurs, mais aussi de créer une base de données basée sur plus de 75 000 tests d'appareils, à partir de laquelle le magazine réalisait ses enquêtes de fiabilité.
Le magazine effectue également des tests d'endurance (les tests 50 000 déclenchements) sur les reflex 24 × 36, puis lance la première édition de l'Appareil de l'année, idée qui a ensuite été étendue à l'Europe entière via l'association TIPA, à laquelle ont adhéré près de 30 magazines européens. Depuis 2010, il est membre de l'European Imaging and Sound Association (EISA).
Aujourd'hui, Chasseur d'images reste selon l’observatoire de la presse le plus fort tirage de la presse photo avec une vente en France de 70 258 exemplaires en 2011 et une diffusion totale d'environ 100 000 [exemplaires exemplaires, pour un tirage moyen de 160 000 [exemplaires (chiffres éditeur, 2014).[Passage à actualiser] Le magazine a conservé sa politique consumériste. Le contenu du magazine se divise en quatre sections : actualité technique et culturelle, portfolios de photographes amateurs et professionnels, conseils pratiques et bancs d'essai.

## Évolution
Chasseur d'images a donné naissance, en janvier 2004, à un autre magazine photo intitulé Photofan et entièrement consacré à des portfolios d'auteurs, amateurs ou professionnels. Ce magazine mettait en avant le fait qu'il ne parlait jamais de technique, mais uniquement du travail des auteurs. Le dernier numéro de Photofan est le no 27, paru le 15 septembre 2009.[réf. souhaitée].
En juin 2007, Chasseur d'images crée une édition en petit format, Chasseur d'images pocket, initialement destinée à l'étranger, aux kiosques, gares et aéroports, reprenant exactement le même contenu que l'édition normale (23 × 30 cm), mais en petit format (18,5 × 23,5 cm). Face à son succès, cette édition est généralisée et, depuis novembre 2007, diffusée en complément de la version grand format. Chasseur d'images pocket atteint un tirage de 55 000 [exemplaires (chiffre éditeur, 2014)[source insuffisante]
En janvier 2010, Chasseur d'images a créé une édition nature, sous la forme d'un bimestriel intitulé Nat'Images, entièrement consacré à la photo nature. Ce magazine affiche sa volonté de narrer des aventures de photographes et de naturalistes et se compose essentiellement de portfolios et d'interviews de photographes, amateurs et professionnels, livrant le récit de leurs expériences de terrain. Fortement impliqué dans les grands festivals tels que le festival de l'oiseau et de la nature, le Festival Photo La Gacilly Peuple et Nature ou le Festival photo animalière de Montier-en-Der, le magazine Nat'Images consacre un numéro hors-série à chacune de leurs éditions, offert gratuitement à tous les visiteurs[réf. souhaitée].